# 事故
事故（じこ、英: accident）とは、思いがけず起こった悪いできごと。よくないことが起こること。予期せず、意図せずに発生する不幸な出来事で、典型的には損傷または傷害をもたらすもの（Oxford Lexicoの説明）。

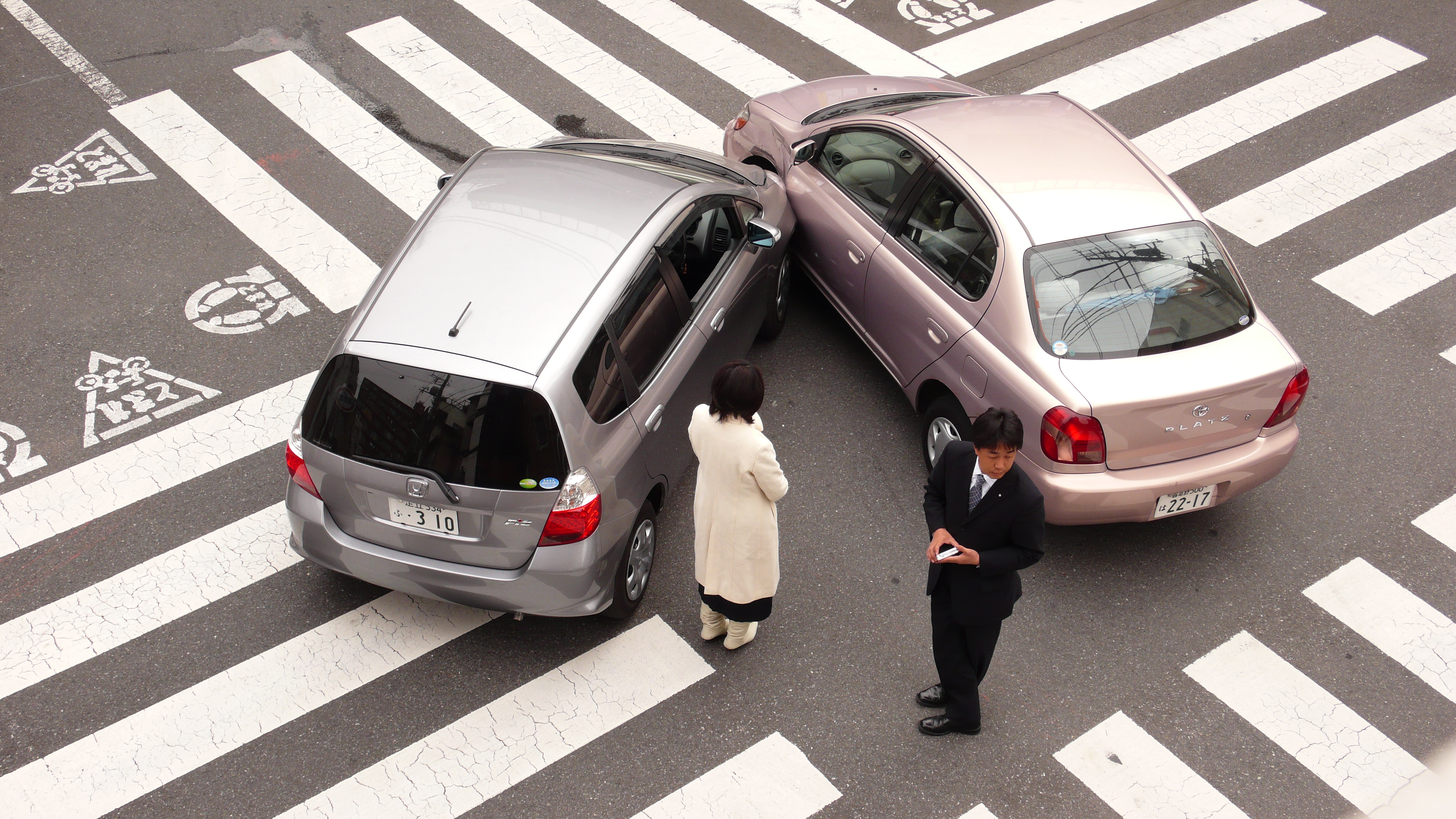
自動車と自動車が衝突した様子。（交通事故）

## 概説
事故とは、一般的な用法では、意図していなかったのに、また予期していなかったのに、人のからだが傷ついたり、生命が失われたり、あるいは財産に損害が発生したり環境が汚染されるような出来事のことである。
上記のように事故という言葉には、基本的には「予期していなかった / 予期していた」あるいは「意図していなかった / 意図していた」という線引きが横たわっている。よくないことのうち、予期していなかったのに、また意図していなかったのに、起きてしまった（起こしてしまった）ことが事故である。事故をなくしたいという考えは人間共通のものである。
日本の保険関係では、被保険者の被った事故が「不慮の事故」であったかどうかを「偶然性」・「急激性」・「外来性」の3つで判断している。欧米では事故を意味する言葉として「 accident 」が用いられているが、accident は学術的には予測可能であり、科学的分析を講じて対策すれば予防することが可能であるという考え方が主流となり、injury（傷害、外傷）という言葉に置き換えられつつある。この動きは医学界で顕著であり、一部の医学誌ではaccidentの使用を禁止している。
なお、故意に損害を起こすことを「事件」と呼び、事故と区別する意味で用いられる場合もあるが、本来の事件というのは事故も含む広範な意味を持つ語であって、損害を起こすという意味だけで用いられる語ではない。詳細は事件の項目を参照のこと。
なお、痛ましい事故・事件の場合は、「惨事（さんじ）」とも称され、特に大きく悲惨な事故・事件の場合は「大惨事（だいさんじ）」とも称される。
学問としては、安全学、安全工学、失敗学などが事故が起きる原因やその防止策について研究している。
- 船舶事故の一例。意図せず座礁した、座礁事故。
 (2005年・アメリカ合衆国 カリフォルニア州)
- 炭鉱事故で負傷した炭鉱夫（アメリカ合衆国コロラド州、1943年）
- 鉄道事故の一例（イスラエル、2011年）
- 航空事故の一例。
- 原子力事故の一例。ロシア・チェルノブイリ原子力発電所事故の現場。（事故後に覆われた原子炉棟）

## 種類・表現
「事故」には「交通事故」や「海難事故」など事故の生じた場所を表す言い方、「人身事故」や「製品事故」など事故の作用先を表す言い方がある。また、事故の重大性や被害の大きさから「大事故」や「軽微な事故」などと表現することがある。
- 天候による事故
  - 雨による事故
  - 雪による事故

山岳部での遭難、人里での雪降ろし中の落下事故や生き埋め事故、自動車や人のスリップ事故や転倒事故、飲酒と関わりが深い事故、豪雪による通信網切断、等々、多岐に及ぶ。
  - 落雷事故
  - ほか、気流による事故など、多数。
- 火災事故
- 爆発事故
- 水難事故
  - 海難事故
  - 潜水事故
  - 水中洞窟での事故（テクニカルダイビングの事故）
- 自動車交通事故
- 鉄道事故
- 航空事故
- 医療事故
- 咬傷事故 - 野生動物やペットとして飼われている動物などが人に噛みつき、負傷事故を起こすものを指す。外傷が狂犬病や破傷風などに起因する場合もある。
- 炭鉱事故
- 原子力事故 ：臨界事故を含む。
- 製品事故
- 放送事故
- 電気事故
- 家庭内事故（住宅内事故、住宅事故）
- 学校内事故

### 人命に直接影響しない「事故」
直接人間の生命を脅かしたりしない場合でも、事故と呼ばれる場合がある。主に業務において、思わぬ手違いや予期しない機械の故障などにより、正常な業務をなしえなかった場合が相当する。トラブル・障害と呼ばれる場合が多い。
- 民事における事故 - 債務返済の不履行、手形の不渡り。「手形事故」などと呼ぶ。
- 郵便や宅配便 - 「郵送事故」や「配達事故」などと呼ばれる。誤配送や何かの手違いにより配達すべき手紙や荷物が不達（ ＝ とどかない状態）になってしまった場合。
- 放送 - 放送事故と呼ばれる。設備の故障や手配・操作ミスなどで、放送すべき番組を間違えてしまったり、停波させてしまい放送が途切れてしまったりした場合。

## 事故の起因源
事故の起因源は大きく分けて
1. 自然要因：気象や動物、病原体などが自然が原因となるもの。それ自体を制御することは困難であるが、防災や衛生管理などの事前の対策が行われないと人災として扱われることがある。
2. 社会要因：犯罪行為などによって意図的になされた行為が原因となるもの。セキュリティや防犯により対策していく必要がある。
3. 技術要因：業務上で扱う危険因子（毒物や高電圧など）、または道具やシステムの欠陥や故障・運用変更など技術面が原因となるもの。
4. 対象要因：サービスの供給能力に対して需要がオーバーすることが原因となるもの。対策として需給のバランスを考えて運用・制御する必要がある。
5. 人的要因：ヒューマンエラーのこと。

に分けられる。

## 事故調査
事故調査とは文字通り、事故がなぜ発生したのか原因を究明する活動である。
日本においては、事故が発生すると、当事者の刑事責任を求める捜査活動ばかりが優先され、何が原因で事件や事故などが発生したのか究明する調査活動がおろそかになっているのではないかと被害者や被害者遺族などから批判があり、独立した事故調査機関のあり方について、消費者庁や国土交通省などが検討を始めた。

## 日本の行政用語

### 内閣法での用法
内閣法での「事故」とは、業務の執行の支障となるような出来事のことである。（内閣法9条）

### 自衛隊用語
自衛隊の組織内では、規則違反事案全般、もしくは人員の欠員を「事故」と表現することがある。
種類
- 服務事故
- 人員事故

## その他
- 転倒、転落、打撲、打撃
- 中毒
- 異物
- 熱傷
- 溺水